# Giulio Sarrocchi
Giulio Sarrocchi (* 24. Mai 1887 in Rom; † 18. Juli 1971 ebenda) war ein italienischer Säbelfechter.

## Karriere
Giulio Sarrocchi nahm an zwei Olympischen Spielen teil. 1924 blieb er in Paris in der Mannschaftskonkurrenz mit der italienischen Equipe ohne Niederlage und wurde gemeinsam mit Renato Anselmi, Guido Balzarini, Marcello Bertinetti, Bino Bini, Oreste Moricca, Oreste Puliti und Vincenzo Cuccia Olympiasieger. In der Einzelkonkurrenz qualifizierte er sich für die Finalrunde, trat in dieser aber nicht an. Bei den Olympischen Spielen 1928 in Amsterdam zog er mit der Mannschaft ein weiteres Mal in die Finalrunde ein, die Italien dieses Mal hinter Ungarn auf dem zweiten Rang abschloss. Zusammen mit Renato Anselmi, Bino Bini, Gustavo Marzi, Oreste Puliti und Emilio Salafia gewann er damit die Silbermedaille.